# 크리스티안 포텐자

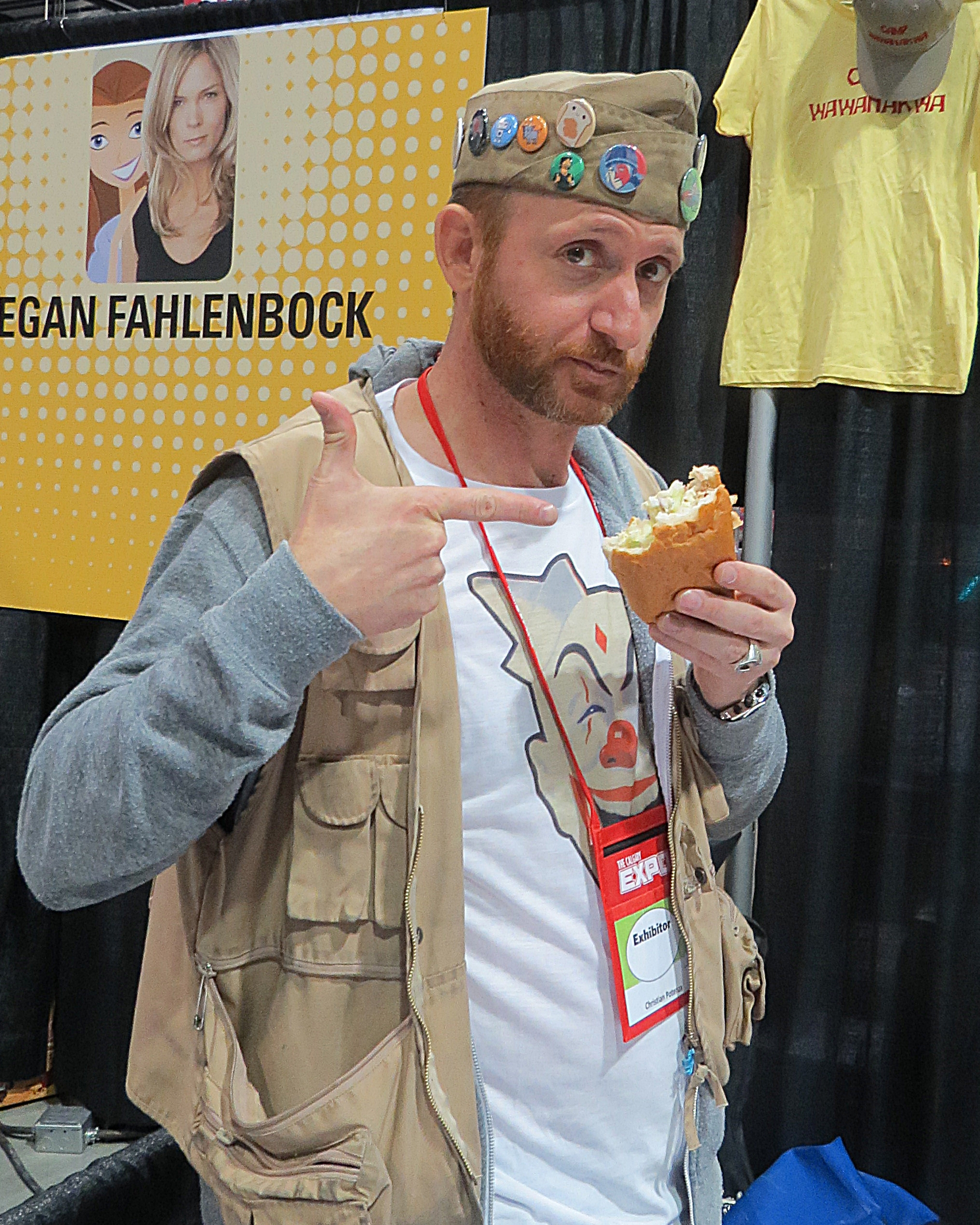

크리스천 포텐자(Anthony Christian Potenza, 1972년 12월 23일 ~ )는 캐나다의 배우이다.
오타와에서 태어났다.

## 출연 작품
- 데드 드림스 (2011년)
- Puck Hogs (2009)
- 록커 (2008년)
- 런 로봇 런! (2006년)
- My Brother's Keeper (2004)
- 턱시도 (2002년) - 조엘 역
- 원 킬 (2000년)
- 씬 블루 라이 (2000년)
- 록의 전설 지미 헨드릭스 (2000년)
- 포에버 마인 (1999년)